# TOS-1
El TOS-1 (en ruso: ТОС-1 - тяжёлая огнемётная система, transliterado como «Tyazhyolaya Ognemyotnaya Sistema», en español: Sistema lanzallamas pesado) es un sistema originalmente desarrollado en la extinta Unión Soviética, que se monta en el chasis de un T-72, y que consta en la variante más conocida de un afuste de lanzamiento de 30 tubos para cohetes (en el sistema original la denominación era Ob.634 o la de TOS-1M); creándose a su vez una versión de capacidad reducida de 24 proyectiles (Ob.634B o TOS-1A) que es un lanzacohetes múltiple, cuyos cohetes suelen llevar ojivas termobáricas. El sistema vio acción originalmente en la batalla del valle de Panjshir, durante la intervención soviética en Afganistán. El TOS-1 se exhibe por primera vez en público en un desfile militar en el año 1999 en la ciudad de Omsk.
El TOS-1 no es usado por el arma de artillería en las unidades del Fuerzas de tierra de Rusia ni en sus Fuerzas coheteriles estratégicas, pero se le puede hallar en las unidades auxiliares de defensa en entornos ABQ (del ruso: войскa радиационной, химической и биологической защиты (РХБЗ)).

## Historial de desarrollo
La idea de una lanzacohetes múltiple de medio-largo alcance, similar a sus pares estadounidenses como el MLRS, surge de ver que los sistemas como el BM-30 eran demasiado costosos de operar; y ante el objeto del como aprovechar el gran excedente de los cascos de T-72 de una manera eficiente y que optimizara los recursos del Ejército de Tierra de Rusia.
Se entiende que el TOS-1  está equipado con un lanzacohetes de calibre 220 mm, y dispone de 30 tubos de lanzamiento para los cohetes alojados en dicho sistema, Esta adaptación fue desarrollada por la Oficina de Diseño y de Construcción de Maquinarias de transporte GUP, con sede en Omsk a finales de 1980; y posteriormente, se envió en pequeñas cantidades en la década de 1990. El papel exacto de funcionamiento del vehículo de combate TOS-1 no es muy claro, pero es posible que el sistema pudiera haber sido desarrollado para su uso en la invasión soviética de Afganistán originalmente, donde hubiera resultado muy eficaz contra los muyahidínes, dado que sus escondites estaban situados en terreno montañoso.
Algunas fuentes indican que estos sistemas TOS-1 se han fabricado en pequeñas cantidades y que han sido desplegados en Chechenia en la campaña militar rusa de los años 1999 al 2000; en las que se afirma que han sido muy útiles en el combate en entornos urbanos.
El TOS-1 está diseñado para atacar personal militar, emplazamientos de artillería y edificios, incluyendo las estructuras y construcciones fortificadas del enemigo. Su uso operativo se configura al de los carros de combate con los que se despliega conjuntamente. La voluminosa masa del lanzador y la necesidad de un alto nivel de protección (debido a que, inicialmente, tenía un corto alcance efectivo: entre los 400 hasta los 5000 m) vertieron las necesidades sobre un nuevo y más defendido vehículo portador, por lo que se escogió como tal a un chasis de T-72 como su chasis de transporte. El vehículo de reabastecimiento se construyó en el chasis de un camión todoterreno KrAZ-255B, al que se le ha equipado con una grúa para la recarga del lanzador.
El apodo Buratino corresponde al nombre del héroe de la versión rusa del cuento de Pinocho (escrito por Alexey Tolstoy); ya que la principal característica de éste sumiso personaje era su prominente y grande nariz, que en parte es similar a la del dispositivo de lanzamiento, pero el nombre esencialmente quiere decir alegre y tierno niño de madera que lanza llamas, esto es considerado algo irónico, y en algunos reportes de prensa rusos es usado con propósitos cómicos.
En el año 2001, una variante mejorada; el TOS-1A entró al servicio operativo, en cantidades desconocidas.

## Descripción del sistema

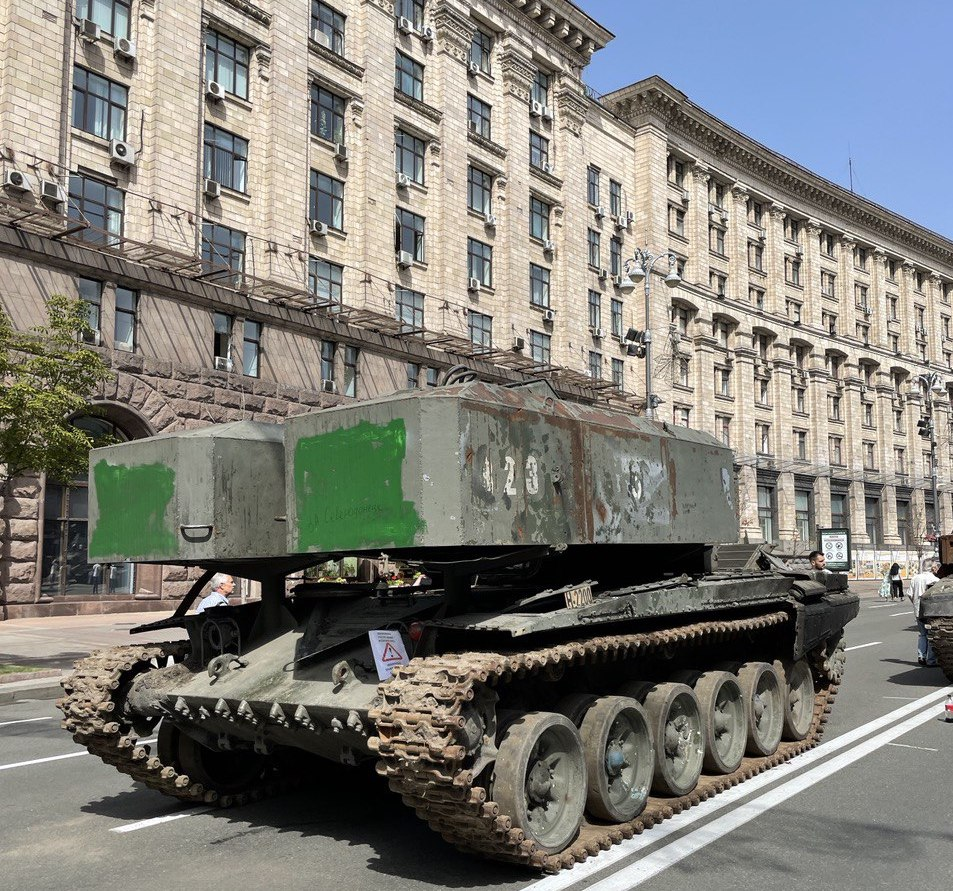
TZM-T capturado en Kiev.

Los lanzadores TOS-1A "Solntsepyok" constan de los siguientes equipos y complementos de recarga:
- Los vehículos de combate BM-1 (del ruso:  Боевая машина) (Ob.634B), basados en una modificación extensiva del chasis del T-72A y equipados con un sistema de afuste rotativo que le permite lanzar simultáneamente 24 cohetes no guiados, estos disponen de ojivas termobáricas. Todos los cohetes pueden ser lanzados dentro de 6 a 12 segundos. El vehículo de lanzamiento está equipado a su vez con un sistema de control de tiro, que consta de una computadora balística, un conjunto de miras 1D14 equipada con un telémetro láser. Otro equipamiento de serie consiste en un sistema de miras TKN-3A para el comandante, un sistema de navegación GPK-59, la estación de radio R-163-50U, de intercomunicación R-174 y lanzagranadas fumígenas 902G de cuatro tubos. Los tripulantes están armado cada uno con un AKS-74, una ametralladora ligera RPK-74, tres lanzacohetes antitanque portátiles RPG-26 y 10 granadas de mano F-1. El BM-1 está equipado casi que con el mismo equipo que el T-72 como la protección ABQ, el sistema de extinción de incendios, de observación, entre otros equipos.

- Dos vehículos de reabastecimiento TZM-T (del ruso: Транспортно-заряжающая машина) (Ob.563), equipados con una grúa de capacidad de hasta 10kN. Cada vehículo porta 2x12 cohetes de repuesto y 400 litros de combustible para el BM-1 y tienen un peso en orden de combate de 39 t. El TZM-T cuenta con tres tripulantes, cada uno armado con dos AKS-74, una ametralladora ligera RPK-74, cinco lanzacohetes RPG-26 y 10 granadas de mano F-1.

- Un sistema equipado con misiles NURS (del ruso: Неуправляемый реактивный снаряд) MO.1.01.04 y MO.1.01.04M. Estos son de 3,3 y 3,7 m de largo, y su peso está en los 173 y 217 kg respectivamente. El cohete original para el TOS-1A tenía un rango efectivo de alcance de tan sólo 2.700 m, pero en esta versión se ha mejorado su efectividad, con un alcance de entre 400 y 6000 metros.[9]

## Historia en combate

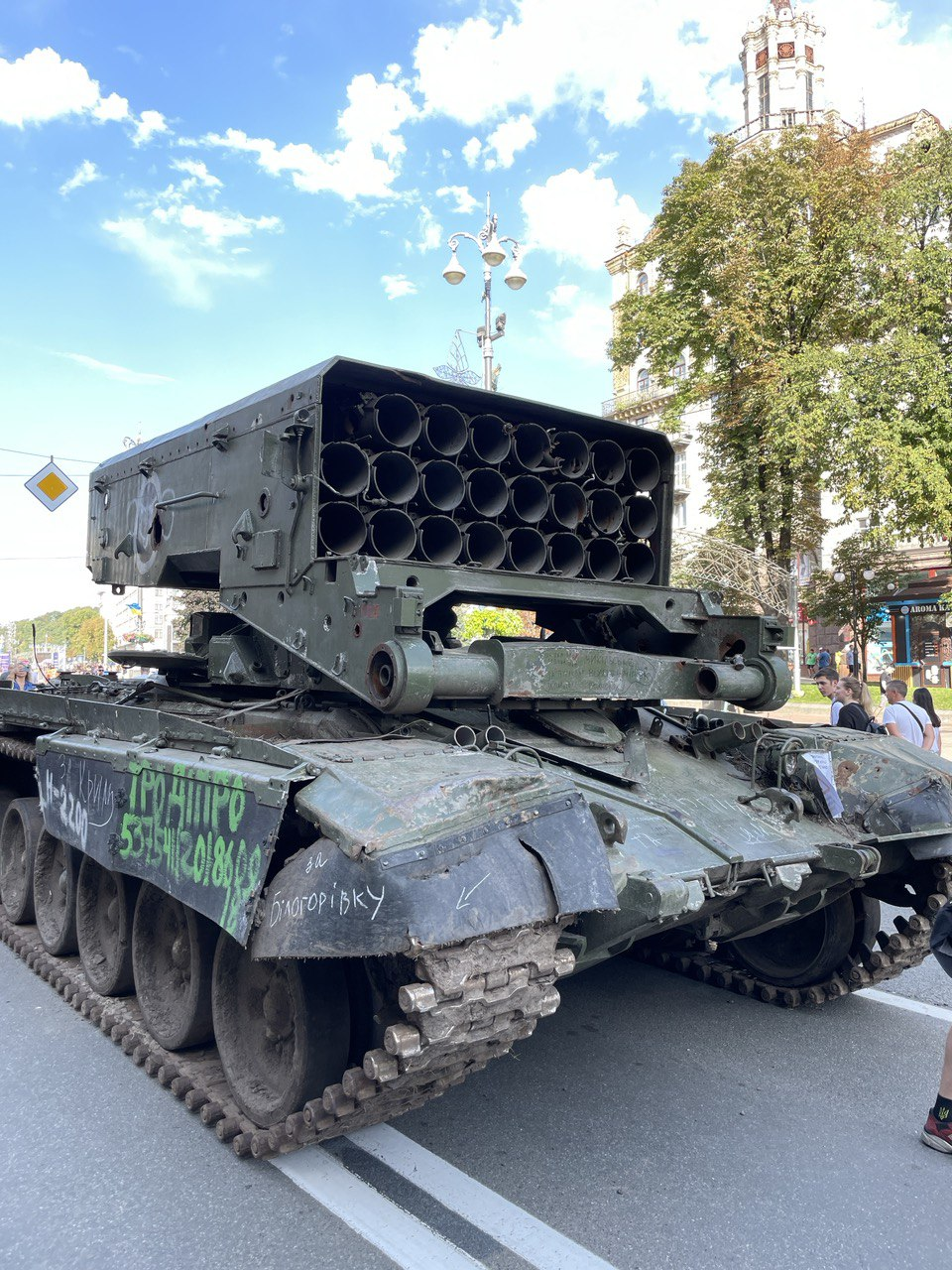
TOS-1 capturado en Kiev.

### Guerra Ruso-ucraniana
En 2022, en el marco de la invasión rusa a Ucrania son usados varias unidades del TOS - 1 para asedio, también se reportaron varias unidades capturadas y/o destruidas por los ucranianos.

## Usuarios

### Actuales
- Rusia - 300 unidades, 12 en servicio (a modo de pruebas).[11][1]
- Ucrania - al menos 2 unidades capturadas durante la Guerra ruso-ucraniana de 2022 , se desconoce su paradero.
- Arabia Saudita - 2+ unidades.
- Azerbaiyán - 18 unidades.[12][13]
- Armenia - Parte de los acuerdos ruso-armenios de venta de armamento, nunca de las existencias soviéticas.[14]
- Kazajistán - 3[7]
- Siria - Se tiene conocimiento de al menos 10 unidades, las cuales han sido vistas en servicio, dentro de la ayuda rusa en Siria contra el terrorismo.[15]
- Irak - 12 unidades.[16][17]

### Anteriores
- Unión Soviética - Pasadas a los estados sucesores, las cuales fueron readquiridas por Rusia posteriormente.[cita requerida]

### Desarrollos relacionados
- T-72
- BM-30
- BM-21 Grad

### Armas similares
- LAR-160
- / LAROM
- / TAM VCLC
- Astros II
- Cohete Rayo
- SLM FAMAE
- HIMARS
 MLRS
- / RM-70
- / WR-40 Langusta
- Lanzacohetes múltiple "Teruel"
- / BM-21 Grad
 / BM-30
- / Katyusha
- // M-63 Plamen
// M-77 Oganj
 // M-87 Orkan

### Videos
- Exposición KADEX 2012, maniobras del TOS-1A (audio en español).

- Datos: Q1854416
- Multimedia: TOS-1 / Q1854416